# Bacari
Bubacar Njie Kambi (Mataró, Barcelona, Cataluña, España, 14 de marzo de 1988), más conocido como Bacari, es un futbolista español de origen gambiano. Juega de delantero y su club actual es la Unió Esportiva Sant Julià de la Primera División de Andorra.

## Trayectoria
Comenzó su carrera en las categorías inferiores del CE Premià y del Espanyol, en el que le conocían como Buba. Después de debutar en el primer equipo del CE Premià, pasó a la cantera Real Valladolid, siendo ahí donde empezaron a llamarlo Bacari en lugar de su antiguo alias. Debutó con el primer equipo en Segunda División el 21 de marzo de 2011 contra el Albacete. En la jornada siguiente, el día 27 de marzo de 2011, marcó su primer gol con el primer equipo, siendo el quinto gol del partido con resultado final de Salamanca 0-5 Real Valladolid. Terminó su contrato con el Real Valladolid esa misma temporada y fichó por el Espanyol B.
Debutó con el primer equipo del Espanyol el 3 de diciembre de 2011, cuando entró a cinco minutos del final del encuentro contra el Valencia en el estadio de Mestalla, perteneciente a la jornada 15 de la temporada 2011/12 de la Liga BBVA y que concluyó en una victoria para los locales por 2 tantos a 1.
El 19 de julio de 2012, Bakary firma su nuevo contrato con el que será su equipo durante la temporada 2012/2013. El Centre d'Esports l'Hospitalet.

## Selección nacional
Debutó el 30 de mayo de 2016 con la selección de Gambia en un partido amistoso contra Zambia. Oficialmente, se estrenó el 4 de junio de ese mismo año, contra Sudáfrica, por la clasificación para la Copa Africana de Naciones de 2017.

## Clubes
| Club                      | País     | Año           |
| ------------------------- | -------- | ------------- |
| C. E. Premià              | España   | 2007-2008     |
| Real Zaragoza "B"         | España   | 2009          |
| Real Valladolid C. F. "B" | España   | 2009-2011     |
| Real Valladolid C. F.     | España   | 2011          |
| R. C. D. Espanyol "B"     | España   | 2011-2012     |
| R. C. D. Espanyol         | España   | 2011          |
| C. E. L'Hospitalet        | España   | 2012-2013     |
| PFC Cherno More Varna     | Bulgaria | 2013-2017     |
| San Fernando C. D.        | España   | 2018-2019     |
| R. B. Linense             | España   | 2019          |
| U. E. Vilassar            | España   | 2019-2020     |
| Sant Julià                | Andorra  | 2020-Presente |

## Palmarés

### Campeonatos nacionales
| Competición      | Equipo            | País     | Año     |
| ---------------- | ----------------- | -------- | ------- |
| Copa de Bulgaria | Cherno More Varna | Bulgaria | 2019-20 |

### Distinciones individuales
| Distinción                                | Año  |
| ----------------------------------------- | ---- |
| Goleador de la Copa Constitució (4 goles) | 2021 |